# Dendrobium macrifolium
Dendrobium macrifolium är en orkidéart som beskrevs av Johannes Jacobus Smith. Dendrobium macrifolium ingår i släktet Dendrobium, och familjen orkidéer. Inga underarter finns listade i Catalogue of Life.